# 12540 Picander
A 12540 Picander (ideiglenes jelöléssel 1998 OU9) a Naprendszer kisbolygóövében található aszteroida. Eric Walter Elst fedezte fel 1998. július 26-án.